# NGC 2192
NGC 2192 je otvoreni skup  u zviježđu Kočijašu. 

## Vanjske poveznice
- SEDS: NGC 2192